# Ferdinand-Wilhelm von Stein-Liebenstein zu Barchfeld
Le baron Ferdinand-Wilhelm von Stein-Liebenstein zu Barchfeld, né le 22 février 1895 à Constantinople et mort le 1er mars 1953 à Asbest en URSS, est un général allemand, issu de la famille Stein-Liebenstein zu Barchfeld.

## Biographie
Jeune homme, il s'engage en août 1914 dans l'armée impériale au sein du second régiment bavarois de chasseurs alpins, puis entre dans le régiment d'infanterie du Corps royal bavarois (de), et atteint le rang de lieutenant. Il s'intéresse à l'aviation et devient pilote, atteignant le rang de lieutenant de réserve en avril 1916. Il est détaché dans diverses écoles de pilotage et pilote un bombardier à la fin de la guerre, faisant partie du XXVe escadron. Il est rendu à la vie civile le 17 décembre 1918.
Il retourne dans la Luftwaffe en 1934, mais fera partie, à partir de 1943, de la Führerreserve de l'OKL, car Hitler se méfie des officiers d'origine aristocratique.
Au début de sa carrière, il est professeur-instructeur à l'école d'infanterie de Dresde et dans d'autres écoles militaires, puis est détaché à l'académie militaire de la Luftwaffe. Il est nommé capitaine en 1936. Il est professeur-instructeur à l'école d'aviation de Brunswick lorsque la guerre éclate. Il poursuit sa carrière d'instructeur, est nommé colonel en 1941 puis, en décembre 1942, est commandant de la 18. Luftwaffen-Feld-Division (18e division de campagne de la Luftwaffe) qui est alors à Salies-de-Béarn et se transfère en février 1943 à Libourne. Sa carrière sur le terrain ne dure que quatre mois, car il est mis en réserve en avril 1943. Il est néanmoins nommé inspecteur des entraînements d'escadrons de combat le 1er septembre 1944 et nommé Generalmajor, le 1er janvier 1945, alors que l'Allemagne du Troisième Reich est perdue. Le Führer le démet à nouveau de ses fonctions le 1er mars 1945.
Fait prisonnier par l'Armée rouge, le 8 mai 1945, il est envoyé dans un camp de prisonniers dans l'Oural à Asbest, où il meurt le 1er mars 1953.